# Aeon Sportscars
«Aeon» — английская автомобильная компания, которая специализируется на производстве гоночных автомобилей. Основана в 2000 году Джоном Хьюиттом и Кейтом Вудом.

## История
Основатели фирмы имели значительный опыт работы в этой сфере. Кейт, начав карьеру с ученика в КБ, вышел на уровень собственника фирмы по изготовлению авто для сельской местности. Хьюитт всегда увлекался конструированием машин, учился в Министерстве обороны, а затем занимался подготовкой гоночных машин к соревнованиям. Главной своей задачей они считали конструирование автомобиля с 3 посадочными местами для эксплуатации на треках и дорогах.

## Деятельность
Компания «Aeon» разработала автомобиль Aeon GT, который в течение нескольких недель тестировался и исследовался в Уорквишере, в фирме MIRA Ltd, которая имеет право сертификации автомобилей любого мирового производителя.
Свой первый автомобиль для использования на дорогах фирма «Aeon» представила в ноябре 2003 г на «Exeter Kit Car Show». Сначала это были модели Spyder и Aero, а позже была добавлена Coupe-версия.
В январе 2007 года в «Aeon» в качестве клиента обратился Джастин Йейтс. Его заказ был выполнен через несколько месяцев, и на сегодняшний день Йейтс является партнером Джона Хьюитта и Кейта Вуда, отвечая за продажи авто этой марки на севере Англии.
Aeon GT3 Spyder ScoobyDesign — так называется модель, владельцем которой является Джастин Йейтс. Автомобиль представляет собой GT3 с праворульным управлением, шасси и мотор в котором приспособлены к вождению на треках. Экстерьер авто эксклюзивен и выполнен по индивидуальному заказу.